# Ficus chlamydocarpa
Ficus chlamydocarpa är en mullbärsväxtart. Ficus chlamydocarpa ingår i släktet fikonsläktet, och familjen mullbärsväxter.

## Underarter
Arten delas in i följande underarter:
- F. c. chlamydocarpa
- F. c. fernandesiana
- F. c. latifolia